# 阿含宗関東別院

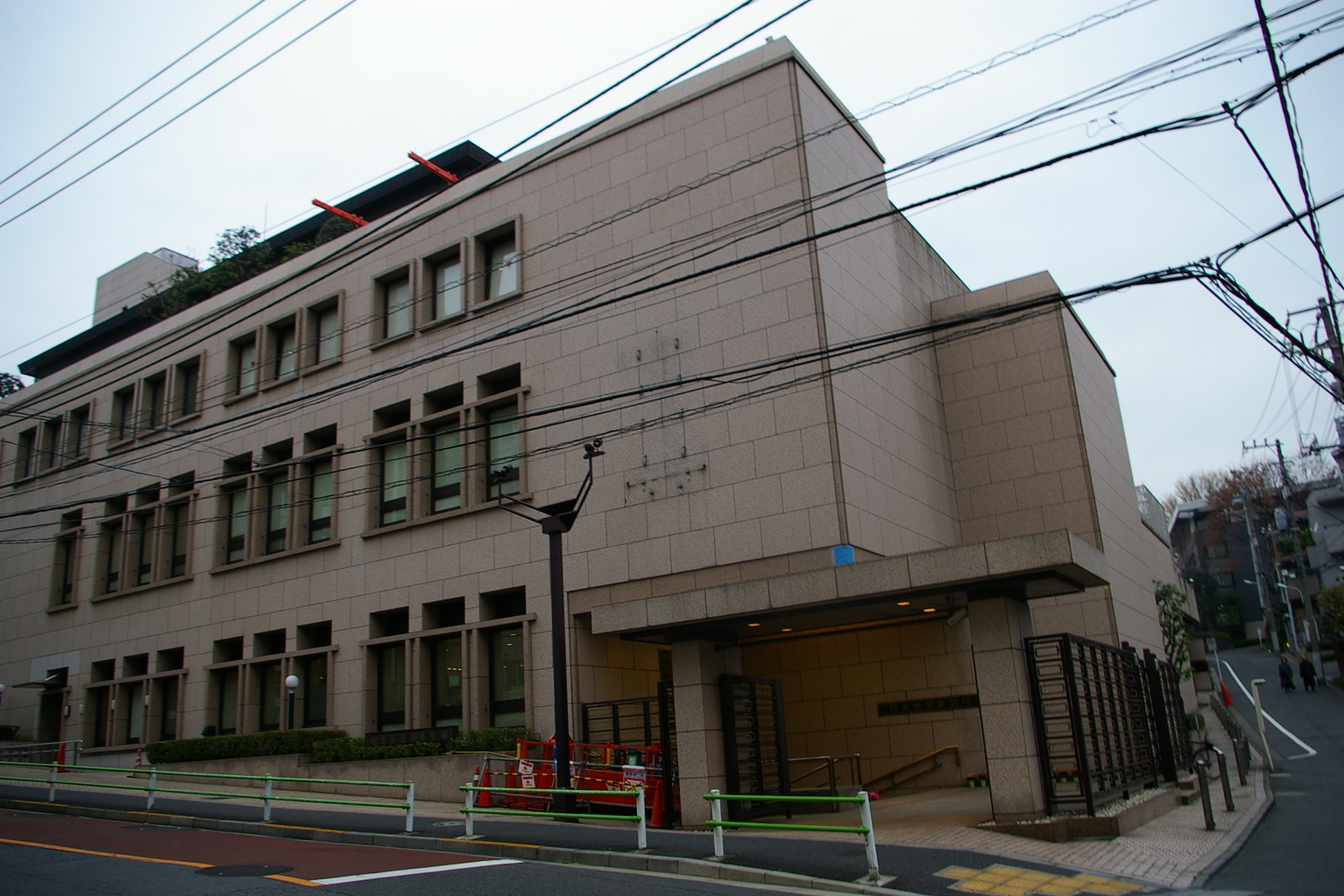
阿含宗関東別院（東京都港区三田四丁目）
聖坂で坂下より望む

阿含宗関東別院（あごんしゅうかんとうべついん）は、阿含宗の東京における本部であり、宗教法人。

## 概要
1987年（昭和62年）、落慶。
毎月一日には朔日縁起宝生護摩が開催され、関東別院より全国に同時中継される。
関連企業である（株）光和食品が、関東別院付近の三田阿含ビルにある。